# شيريل لين غلاس
شيريل لين غلاس (بالإنجليزية: Cheryl Linn Glass)‏ هي سائق سيارة سباق أمريكية، ولدت في 24 ديسمبر 1961 في ماونتن فيو في الولايات المتحدة، وتوفيت في 15 يوليو 1997 في سياتل في الولايات المتحدة.

## وصلات خارجية
- الموقع الرسمي